# 安大略省省長
安大略省省長 （英語：Premier of Ontario）是加拿大安大略省的政府首腦。省長由安大略省省督委任，並成為省政府行政會議（Executive Council，即内閣）的領袖。
現任省長為安大略進步保守黨黨魁道格·福特，於2018年宣誓就任。而前任省長凱斯琳·韋恩為該省首位女性省長及全加拿大首位公開同性戀身份的省長。
現時安大略省省長辦公室包括下列委員會：
- 議程及規劃委員會（Priorities and Planning Committee）
- 内閣緊急應變委員會（Cabinet Committee on Emergency Management）
- 庫務委員會/内閣管理委員會（Treasury Board/Management Board of Cabinet）
- 立法及規例委員會（Legislation and Regulations Committee）
- 衛生、教育及社會政策委員會（Health, Education and Social Policy Committee）
- 就業及經濟政策委員會（Jobs and Economic Policy Committee）

## 外部連結
- （英文）（法文）安大略省省長官方網站 （页面存档备份，存于）